# マカリオス3世勲章
マカリオス3世勲章（ギリシア語: ΤΑΓΜΑ ΜΑΚΑΡΙΟΥ Γ', 英語: Order of Makarios III）は、キプロス最高位の功労勲章。1991年に創設された。名称はキプロス共和国初代大統領を務めたマカリオス3世大主教にちなむ。

## 等級
勲章は以下の6等級に分かれる。
- グランド・カラー章（Grand Collar）
- グランド・クロス章（Grand Cross）
- グランド・コマンダー章（Grand Commander）
- コマンダー章（Commander）
- オフィサー章（Officer）
- ナイト章（Knight）

## 主な受章者
- ディミトリス・アヴラモポロウス（英語版）（ギリシャの政治家）
- ジョン・ブレードマス（英語版）[3]（アメリカの政治家）
- ポール・サーベンス（英語版）[3]（アメリカの政治家）